# Al-Hajj
Al-Hajj (arab. الحي, Al-Ḥayy) – miasto w południowo-wschodnim Iraku, w prowincji Wasit. W 2009 roku liczyło ok. 68 tys. mieszkańców.